# Sankt Aldegund

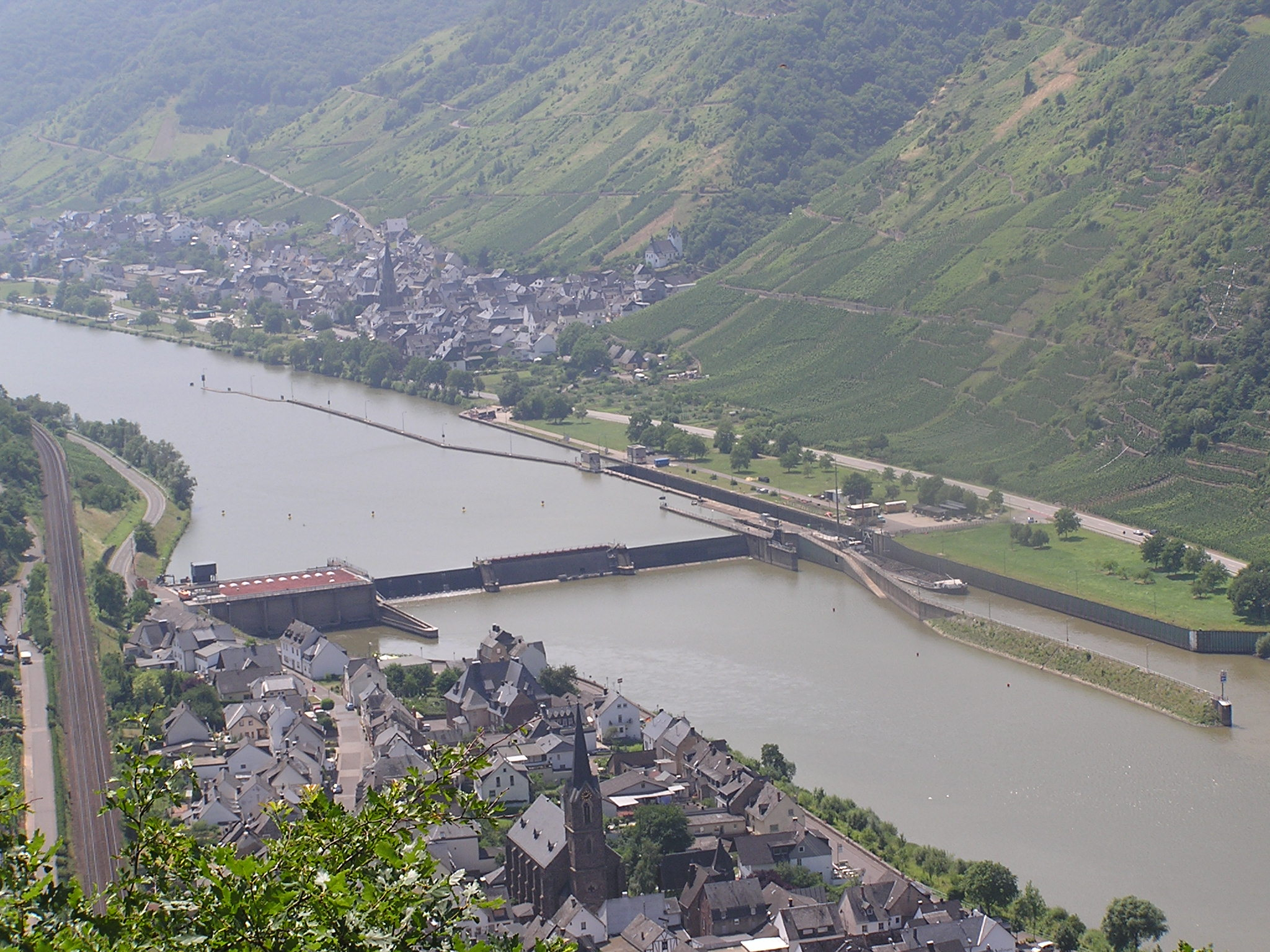
Neef und Sankt Aldegund (Hintergrund) mit der Staustufe St. Aldegund und der Schleuse

Sankt Aldegund (oder auch St. Aldegund) ist ein Wein- und Ferienort im Landkreis Cochem-Zell in Rheinland-Pfalz. Die Ortsgemeinde gehört der Verbandsgemeinde Zell (Mosel) an.

## Geographie
Der Ort liegt auf dem halben Weg zwischen Trier und Koblenz direkt am linken Moselufer. Flussabwärts befindet sich die Staustufe St. Aldegund.
Nachbarorte von Sankt Aldegund sind im Uhrzeigersinn die Ortsgemeinden Neef und Bullay am rechten Moselufer, Alf moselaufwärts im Süden sowie Beuren (Verbandsgemeinde Ulmen) und Bremm (Verbandsgemeinde Cochem) im Nordwesten.

## Geschichte
Eine Besiedlung auf der Gemarkung der heutigen Ortsgemeinde zu römischer Zeit ist nachgewiesen durch Fundamente einer römischen Villa rustica südlich des Ortes sowie durch ein 1953 bei Weinbergsarbeiten entdecktes frühchristliches Frauengrab aus der Zeit Konstantins des Großen, einem der ältesten christlichen Gräber an der Mosel. Das Grab barg wertvolle Beigaben aus Glas und Keramik, darunter eine blaue Glas-Schale in Form eines Schiffchens, wie sie bisher nördlich der Alpen in dieser wertvollen Ausführung nicht gefunden wurde.
St. Aldegund wurde erstmals am 11. Juli 1097 urkundlich als „Sanctam Aldegundam“ erwähnt, als der trierische Erzbischof Egilbert eine Schenkung von Gütern an das Stift St. Simeon bestätigte. 1143 wurde der Ort „S. Aldegunde“, 1193 „S. Aldegundem“, 1208, 1295 und 1692 „Sankt Aldegund“ genannt.
Namensgeberin des Ortes ist die merowingische Fürstentochter und Äbtissin Aldegundis, die im 7. Jahrhundert in Maubeuge lebte und wirkte und kurz nach ihrem Tod heiliggesprochen wurde.
Die bereits im Jahr 1523 erwähnte alte Dorfschule wurde bis 1781 genutzt.
Im Jahre 1720 hatte Sankt Aldegund 33 Haushaltungen, von den insgesamt 230.000 Weinstöcken waren 58.000 im geistlichen und 15.000 im adligen Besitz. Den größten Besitz hatte das Stift Pfalzel mit 20.000 Rebstöcken.
Ab 1794 stand Sankt Aldegund unter französischer Herrschaft und gehörte bis 1814 zur Mairie Eller im Kanton Cochem. 1815 wurde der Ort auf dem Wiener Kongress mit dem vorherigen Kanton Cochem dem Königreich Preußen zugeordnet. Sankt Aldegund wurde 1816 der Bürgermeisterei Zell im Kreis Zell zugeordnet, der zum Regierungsbezirk Koblenz in der Rheinprovinz (1822) gehörte.
Als Folge des Ersten Weltkriegs war die gesamte Region dem französischen Abschnitt der Alliierten Rheinlandbesetzung zugeordnet. Nach dem Zweiten Weltkrieg wurde Sankt Aldegund innerhalb der französischen Besatzungszone Teil des 1946 neu gebildeten Landes Rheinland-Pfalz. Die heutigen Verwaltungsstrukturen wurden 1968 (Verbandsgemeinde) und 1969 (Landkreis Cochem-Zell) gebildet.

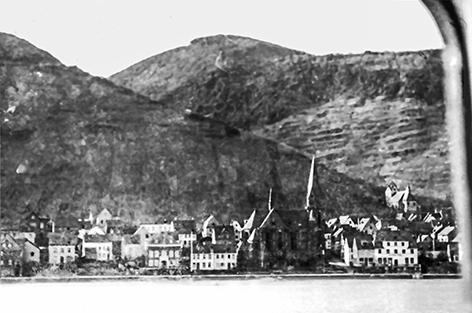
Sankt Aldegund 1941 …
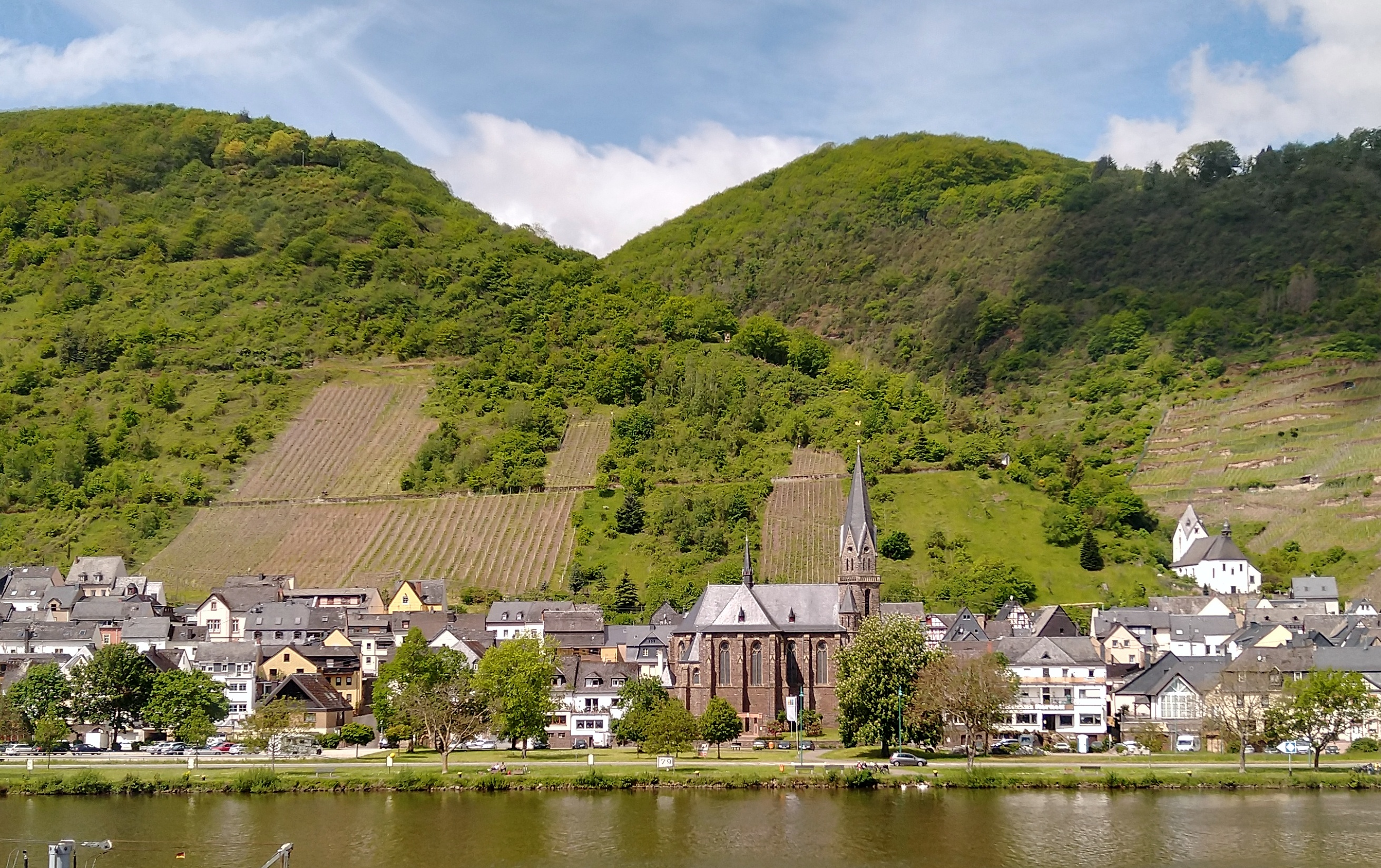
… und 2021

## Politik

### Gemeinderat
Der Gemeinderat in Sankt Aldegund besteht aus zwölf Ratsmitgliedern, die bei der Kommunalwahl am 9. Juni 2024 in einer Mehrheitswahl gewählt wurden, und dem ehrenamtlichen Ortsbürgermeister als Vorsitzendem.

### Bürgermeister
Andreas Manderscheid wurde am 9. Dezember 2024 Ortsbürgermeister von Sankt Aldegund. Da bei der Direktwahl am 9. Juni 2024 und bei der Wiederholungswahl am 8. September der jeweils als einzige Bewerber angetretene bisherige Amtsinhaber nicht die absolute Mehrheit erreichte, erfolgte die Wahl durch den Rat der Gemeinde. Dieser entschied sich einstimmig für den bisherigen Ersten Beigeordneten Andreas Manderscheid.
Seine Vorgänger waren Günter Treis, der das Amt zehn Jahre ausübte, und zuvor Helmut Gietz.

## Sehenswertes
Erstmals urkundlich erwähnt im Jahr 1144, war die über dem Dorf liegende romanische Alte Kirche über Jahrhunderte Wallfahrtsort der Bauern der Umgebung zum Viehheiligen St. Bartholomäus, dem Kirchenpatron. Die Kirche dient gelegentlich auch zu kulturellen Veranstaltungen, wie Konzerten.
Zur wertvollen Ausstattung gehören ein „Christus in der Rast“ von 1522 (ein Geschenk des Abtes eines lothringischen Klosters, Nikolaus von Maes), eine schmiedeeiserne Kanzel (um 1650) sowie eine spätgotische Madonna. Apsis und Kirchenraum schmücken spätgotische Malereien, die bei der Restaurierung 1965 zu Tage kamen.
Der Renaissance-Seitenaltar aus der Werkstatt von Hans Ruprecht Hoffmann (mit seinem Monogramm), eine Auftragsarbeit der Witwe des Aldegunder Vogtes Niclas Roltz (oder Rultz) von Kirchbrich (Kirchberg), der Gertruda Keiserin (Gertrud Kaiser), der Tochter des Zeller kurtrierischen Kellners, anlässlich des Todes ihres Ehemanns 1601, war bei der Profanierung der alten Kirche 1870/72 veräußert worden. 1951 gelangte er in den Besitz des Kunstsammlerehepaar Ludwig. Als man sich Anfang der 1960er Jahre auf den Wert der Kirche, die vordem als Pferdestall, Magazin und im Zweiten Weltkrieg als Gefangenenlager gedient hatte, besann, kam ein Kontakt zu Stande, der 1965 zu einem Vertrag mit der Kirchengemeinde zur Schenkung des Altars mit einem Beitrag zur Restaurierung der Kirche führte. Darin wurde auch vereinbart, eine Gruft unterhalb des Altars zu errichten, die das Ehepaar nutzen wollte.
Dort liegen nun der 1996 verstorbene Peter Ludwig und seine Frau Irene († 2010) begraben. Bis zu ihrem Tode hat Irene Ludwig sich um die Ausstattung der 1971 wieder geweihten Kirche gekümmert.

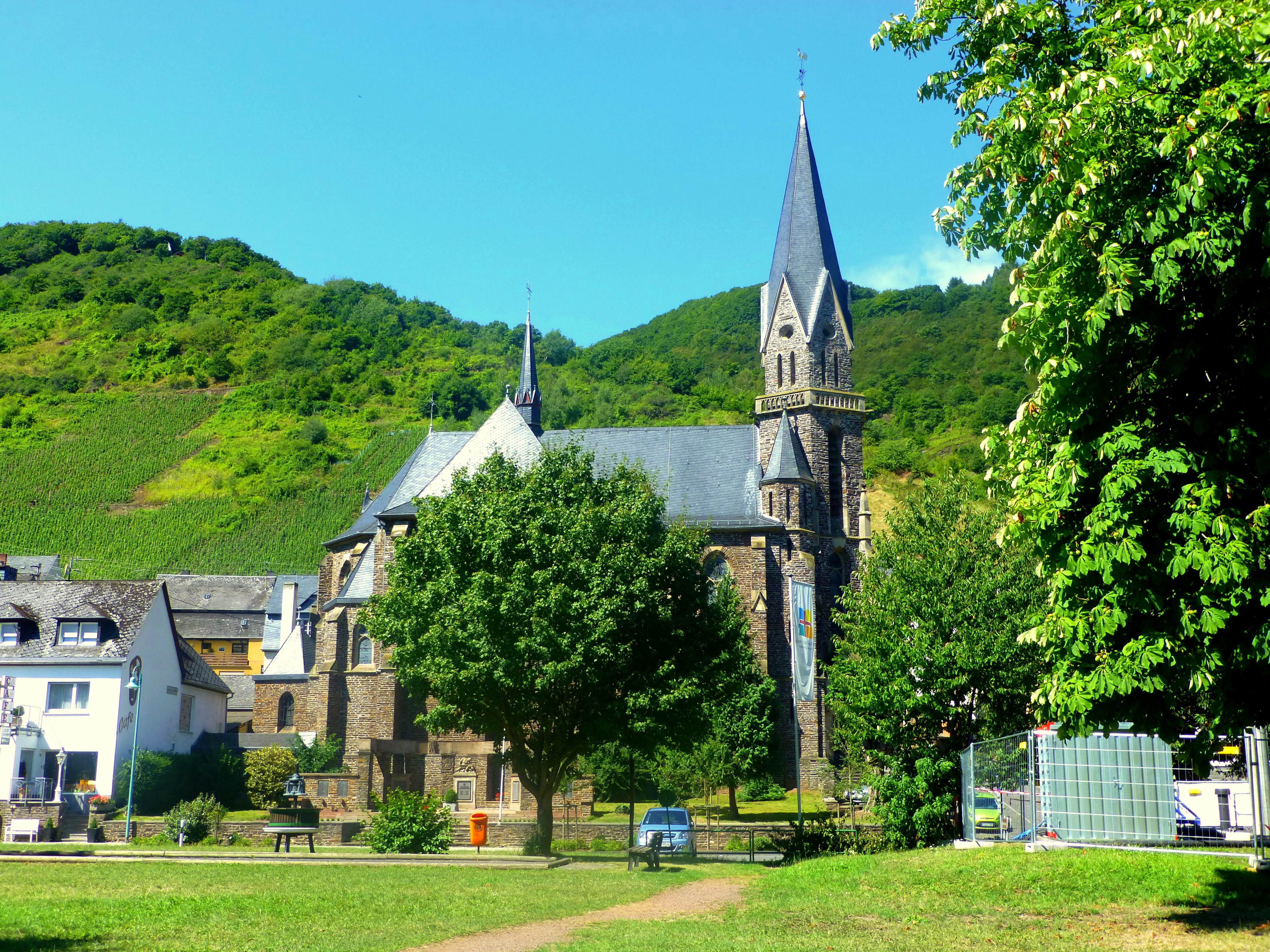
St. Aldegund an der Mosel – neugotische Kirche St. Bartholomäus - panoramio

Die Neue Pfarrkirche im neugotischen Stil mit ihrem imposanten 51 Meter hohen sechseckigen Turm wurde 1872 nach Plänen des Düsseldorfer Architekten August Rincklake (1843–1915) fertiggestellt und ist mit einer interessanten Ausmalung von 1912, restauriert 2005, geschmückt. Auch sie enthält sehenswerte Ausstattungen wie einen barocken Marienaltar (um 1750) und eine „Anna selbdritt“ aus dem 16. Jahrhundert.
Sehenswert in St. Aldegund sind ebenfalls die zahlreichen Fachwerk- und Bürgerhäuser aus der Zeit ab dem 15. Jahrhundert. Das Gelände zwischen Ort und Fluss ist als Moselpark gestaltet.
Siehe auch: Liste der Kulturdenkmäler in Sankt Aldegund

## Weinbau
Sankt Aldegund gehört zum „Weinbaubereich Burg Cochem“ im Anbaugebiet Mosel. Im Ort existieren 24 Weinbaubetriebe, die bestockte Rebfläche beträgt 17 Hektar. Etwa 86 % des angebauten Weins sind Weißweinrebsorten (Stand 2007). Im Jahre 1979 waren noch 79 Betriebe tätig, die damalige Rebfläche betrug 71 Hektar.
Weinlagen
- St. Aldegunder Klosterkammer
- St. Aldegunder Himmelreich
- St. Aldegunder Palmberg-Terrassen

## Verkehr
Der Ort liegt an der entlang der Mosel verlaufenden Bundesstraße 49.

## Persönlichkeiten
- Nikolaus von Maes (* um 1470 in St. Aldegund; † 1532 in Sankt Avold), Humanist und Abt in Saint Nabor
- Franz Pauly (* 1837 in St. Aldegund; † 1913 in Düsseldorf), Landschaftsmaler der Düsseldorfer Schule
- Reinhold Schommers (* 12. April 1936 in Sankt Aldegund; † 19. Oktober 2000 ebenda) Studiendirektor und Heimatforscher

## Sonstiges
Nahe Sankt Aldegund befand sich eine Funksendeanlage des ehemaligen Amtes für Geoinformationswesen der Bundeswehr.